# Замок Сіммонскорт
Замок Сіммонскорт (англ. Simmonscourt Castle) — один із замків Ірландії, розташований у графстві Дублін. Нині в руїнах. Біля замку проводяться археологічні розкопки.

## Історія замку Сіммонскорт
Замок розташований на землях Сіммонскорт. Назва замку та землі походить від імені феодала Стота (англ. Smothe), що в XIV столітті володів у цих місцях замком під назвою «Сорок акрів». Вперше цей замок згадується в історичних переказах, що розповідають про різанину вікінгів. Вікінги напали на цю територію з метою грабунку і вирізали 600 мирних жителів. У ХІХ столітті будівельники випадково наткнулися у цих місцях на великий могильник з великою кількістю людських кістяків, що можливо підтверджують цей історичний переказ.
У ХІІІ столітті землі Сіммонскорт були розділені на землі Мерріон, Доннібрук, Багготрат. У свій час вони буди описані як землі Доннібрук. Ці землі в ХІІІ столітті належали феодалу Волтеру де Ріделефорду — лорду Брей, прихильнику Стронгбоу. Чимало земель він передав в оренду церкві з щорічною платою 1 фунт перцю. Частину земель він передав Фрамболду ФітцБойдекіну. Його син Джон 20 років по тому призначив щорічну орендну плату за ці землі в одну пару рукавичок від Річарда де Сент-Улофа. Від нього земля перейшла у володіння родини Морвілл внаслідок шлюбу його дочки Марджері. Потім землі перейшли у власність Томаса Багота, потім до сера Джона Круза. Томас Смот придбав ці землі внаслідок шлюбу з Марджері — онукою Річарда де Сент-Улофа. Потім цими землями володів його син Томас Смот ІІ. Наступними власниками землі були Джон Майнах — капелан, володів цими землями до 1379 року. Роберт Серджант — до 1382 року, Роджер Кілмор — у 1386 році, лорд-мер Дубліна — предок легендарного Френсіса Дрейка — у 1391 році.
Сам замок був побудований, імовірно, Томасом Стотом, що займав посаду літописця казначейства за часів короля Едуарда III (1312—1377). Можливо, він був побудований, щоб допомогти охороняти брід через річку Доддер на шляху в місто Долкім. Джон Дрейк був призначений наставником Монастиря Святої Трійці в Сіммонскорт, беручи до уваги молитви, складені для нього і його родини, він залишив церковне майно під контролем пріорату, а пізніше собору Церкви Христа аж до ХІХ століття.
Очільник собору використовував замок для зустрічей час від часу і зберігав за собою право на використання «згорнутої кімнаті» або «вежі воріт» — як йому було зручно. Частина земель біля замку булла віддана в оренду феодалам ФітцВільямам. На Великдень у понеділок, або в «Чорний понеділок», як його називали через сутички, які мали місце в цей день у Кулленсвуд, декан Церкви Христа і його слуги відвідували замок Сіммонскорт. Орендар був зобов'язаний приймати належним чином гостей. У замку жив деякий час Джеральд Лонг — джентльмен, що відрізнявся особливою гостинністю. У маєтку розводили кроликів, голубів. До земель Сіммонскорт належали землі Колкот, якими в 1336 році володів Еліас Асліборн.
Біля замку в XVII столітті був міст. У 1640 році на його ремонт булла витрачена сума £ 10 яку виділила корпорація Дубліна. Під ірландського повстання за незалежність 1641 року землями володів Джордж Хілл. Землі були спустошені під час придушення повстання Олівером Кромвелем. Вдова Джорджа Хілла, що теж загинула під час всіх цих подій, скаржилась, що було втрачено під час цих подій 30 корів англійської породи, 7 телиць, 8 коней, велика кількість зерна. Потім землями володів Джон Вівер. Після реставрації монархії землі і замок захопили граф Тірконнелл — брат Вільяма ФітцВільяма — ІІІ віконта ФітцВільяма. Замок на той час мав три димові труби. Домовласниками були Томас Паркер і бідна вдова Джеймса Кармана. До кінця XVII століття замок перетворився в повні руїни, землями володіла родина Носсом та Церква Христа.
Замок описав і замалював у 1765 році Габрієль Беранже. Потім замок описав Остін Купер у 1780 році. Малюнок лейтенанта Гроса зображає замок таким яким він є нині.